# Trichotosia vanikorensis
Trichotosia vanikorensis är en orkidéart som först beskrevs av Oakes Ames, och fick sitt nu gällande namn av Phillip James Cribb och Beverley Ann Lewis. Trichotosia vanikorensis ingår i släktet Trichotosia och familjen orkidéer. Inga underarter finns listade i Catalogue of Life.